# 1 de la Guineueta
1 de la Guineueta (1 Vulpeculae) és un estel situat a la constel·lació de la Guineueta. És, amb magnitud aparent +4,76, el sisè estel més brillant a la constel·lació. S'hi troba, d'acord a la nova reducció de les dades de paral·laxi d'Hipparcos, a 811 anys llum del sistema solar.
1 Vulpeculae és una subgegant blava de tipus espectral B4IV amb una temperatura superficial de 16.787 ± 287 K. La seva lluminositat és 3.376 vegades superior a la del Sol. Té un diàmetre unes 4,7 vegades més gran que el diàmetre solar i gira sobre si mateixa amb una velocitat de rotació projectada de 80 km/s. Presenta una metal·licitat igual a la solar ([Fe/H] = 0,00). La seva massa està compresa entre 6,3 i 6,9 masses solars i té una edat aproximada de 50 milions d'anys.
1 Vulpeculae constitueix un sistema estel·lar triple. En primer lloc, és una estrella binària espectroscòpica amb un període orbital de 249 dies. S'estima que la massa d'aquesta companya estel·lar és un 12% major que la del Sol. L'excentricitat de l'òrbita és acusada (ε = 0,63). D'altra banda, un tercer estel de 0,8 masses solars empra més de 400.000 anys a completar una òrbita al voltant de la binària espectroscòpica.